# Gjáin
Gjáin (letterlijk: de kloof) is een vallei met vele kleine watervallen, meertjes en vulkanische structuren (basaltformaties). Het ligt, net als de Háifoss, in het zuiden van IJsland. Het ligt op een halfuurtje wandelen van de historische boerderij Stöng. Deze boerderij is ooit na een uitbarsting van de vulkaan de Hekla door as bedolven en verwoest, maar is recentelijk gerestaureerd.
De Hekla is vanaf deze plaats duidelijk zichtbaar.